# Les Essarts-lès-Sézanne
 Les Essarts-lès-Sézanne  es una población y comuna francesa, en la región de Champaña-Ardenas, departamento de Marne, en el distrito de Épernay y cantón de Esternay.

## Demografía
| 225 | 183 | 169 | 150 | 226 | 234 |
| Para los censos de 1962 a 1999 la población legal corresponde a la población sin duplicidades (Fuente: INSEE [Consultar]) |     |     |     |     |     |